# Idalou
Idalou – miasto w Stanach Zjednoczonych, w stanie Teksas, w hrabstwie Lubbock.